# 斯帕基爾 (紐約州)
斯帕基爾（英語：Sparkill）是位於美國紐約州羅克蘭縣的普查規定居民點。

## 人口
根據2020年美國人口普查的數據，斯帕基爾的面積為1.37平方千米，皆為陸地。當地共有人口1581人，而人口密度為每平方千米1,154.01人。